# Thomas Jefferson Jackson See
Thomas Jefferson Jackson See,  född 19 februari 1866 i Montgomery County i Missouri, död 4 juli 1962 i Oakland i Kalifornien, var en amerikansk astronom.
See blev 1893 docent och 1894 assistent vid University of Chicago, 1898 astronom vid Lowell Observatory i Flagstaff, 1899 professor och astronom vid United States Naval Observatory i Washington, D.C., samt 1903 astronom vid Naval Observatory i Mare Island, Kalifornien. 
See publicerade i facktidskrifterna en mängd observationer över dubbelstjärnor och månar, bestämningar av de större planeternas diametrar och massor, banbestämningar och teoretisk-astronomiska undersökningar. Hans största arbete är Researches on the Evolution of the Stellar Systems (två band, 1896, 1910), vars första del innehåller banbestämningar för ett flertal dubbelstjärnor, under det att den andra delen redogör för en mängd äldre och modernare undersökningar inom olika delar av stellarastronomin och den celesta mekaniken samt för Sees på grundval därav utarbetade kosmogoniska teorier. See framställde en teori för uppkomsten av jordbävningar.
See var en kontroversiell forskare som var inblandad i många konflikter. Han gick till hårt angrepp på Albert Einsteins relativitetsteorier.